# Doina Limbășanu
Doina Limbășanu (în prezent Doina Oberth Limbășanu; n. 28 noiembrie 1949, Mediaș, Sibiu, România) este o cântăreață și actriță română.
La vârsta de doar 8 ani a început să cânte la Palatul Pionierilor din Brașov, ajungând la 9 ani solista corului.
În 1966 a debutat la TVR, unde a primit premiul pentru cea mai tânără solistă de operă, având doar 17 ani, cu Aria „Doina Stăncuței” de Tiberiu Brediceanu, în emisiunea „Dialog la distanță”.
În 1972 a participat la Concursul „Steaua fără nume”, organizat de TVR, și la multe alte evenimente.
În anii care au urmat, artista a cântat alături de numeroși artiști cu nume mari precum Angela Similea, Mirabela Dauer, Aurelian Andreescu, Corina Chiriac și alții.
În 1976, participând ca actriță în filmul „Marele singuratic”, după romanul scris de Marin Preda, a interpretat rolul „Mireasa”, alături de alți mari actori cu renume, precum Toma Caragiu, Ion Caramitru, Gheorghe Dinică și alții.
A primit premiul publicului pentru fiecare piesă interpretată la concursul „Șlagăre în devenire”: „Costinești, Costinești" (în 1981) și „Cerul meu curat" (în 1982).
În 1987 s-a mutat în Bavaria, Germania, unde a susținut mai multe concerte. A ieșit la pensie în 2015.
Doina Limbășanu mai este cunoscută și pentru recitative, ea activând la Teatrul muzical din Brașov în tinerețea sa.
În prezent, este activă pe Facebook, YouTube și Instagram.